# KK Borac Čačak
Pour les articles homonymes, voir Borac Čačak.
Maillots
Le KK Borac Čačak est un club serbe de basket-ball basé à Čačak. Le club appartient à l'élite du championnat serbe.

## Entraîneurs successifs
- Depuis ? : Milovan Stepandic
- 2018-2019 :  Jovica Arsić

## Joueurs célèbres ou marquants
- Dragan Kicanović
- Željko Obradović
- Duško Savanović
- Zoran Erceg
- Miroslav Raduljica